# Phạm Đoan Trang
Phạm Thị Đoan Trang (sinh ngày 27 tháng 5 năm 1978) là một tác giả, blogger, nhà báo, và nhà hoạt động nhân quyền người Việt Nam. Bà đã hoạt động trong các cơ quan báo chí nhà nước từ năm 2000 đến 2013 trước khi chuyển sang vận động nhân quyền tạiViệt Nam. Bà đã viết và xuất bản nhiều cuốn sách về chính trị và là một trong những người thành lập trang web Luật Khoa tạp chí với tư cách là một hình thức báo chí độc lập cho độc giả tại Việt Nam. Vì những hoạt động này mà bà bị chính quyền sở tại sách nhiễu nhiều lần và buộc phải sống ẩn náu ở nhiều nơi trong Việt Nam. Bà bị chính quyền Việt Nam chính thức bắt giữ vào tháng 10 năm 2020 và bị tuyên án 9 năm tù vào tháng 12 năm 2021 với tội danh “tuyên truyền chống nhà nước Cộng hòa xã hội chủ nghĩa Việt Nam” theo điều 88 của Bộ luật Hình sự Việt Nam năm 1999.
Bà đã nhận được nhiều giải thưởng từ các tổ chức nhân quyền, bao gồm giải Homo Homini (2017), giải Tự do Báo chí của Phóng viên không biên giới (2019), giải Martin Ennals (2022) và giải tự do báo chí quốc tế của Ủy ban bảo vệ các nhà báo (2022). Bà cũng trở thành hội viên danh dự của Trung tâm Văn bút Đức vào năm 2021.

## Tiểu sử

### Đầu đời
Phạm Đoan Trang sinh ra vào ngày 27 tháng 5 năm 1978 tại Hà Nội trong một gia đình có truyền thống làm nghề giáo. Các anh trai của bà được cho là những người đang công tác tại các cơ quan của Nhà nước Việt Nam. Bà học hết cấp 3 tại Trường Trung học phổ thông chuyên Hà Nội – Amsterdam và tốt nghiệp trường Đại học Ngoại thương Hà Nội vào năm 2000, chuyên ngành kinh tế quốc tế.

### Hoạt động báo chí
Từ năm 2000 cho đến 2013, Trang cộng tác với khoảng gần mười cơ quan báo chí nhà nước khác nhau, bao gồm VnExpress, đài truyền hình VTC, Vietnamnet, báo Pháp luật Thành phố Hồ Chí Minh và một số nơi khác. Vào năm 2006, bà tạo một trang blog để học tiếng Anh; trang blog này về sau được bà dùng để đăng những bài viết không được phổ biến trong truyền thông đại chúng. Theo People in Need, tính đến năm 2018, blog của bà đã nhận được khoảng 20 ngàn lượt truy cập hàng ngày. Tại Vietnamnet, bà là phóng viên và biên tập viên chuyên trang Tuần Việt Nam, nơi bà viết những bài báo về tranh chấp lãnh thổ giữa Việt Nam và Trung Quốc tại Biển Đông. Vào năm 2008, bà cùng với nhà báo Hoàng Nguyên viết cuốn sách “Bóng” - Tự truyện của một người đồng tính dựa trên lời kể của Hoàng Văn Dũng – thành viên nhóm Thông Xanh, một nhóm tự lực của người đồng tính. Vào cuối tháng 8 năm 2009, trong lúc làm việc tại Vietnamnet, bà bị chính quyền bắt giữ vì bị cho là “có những dấu hiệu xâm hại an ninh quốc gia”. Tuy nhiên, tổng biên tập của Vietnamnet bác bỏ lý do bà bị bắt vì những bài viết trên tờ báo này; bà được trả tự do vào ngày 6 tháng 9 và bị tờ báo này sa thải trong cùng năm.
Năm 2013, Trang rời Việt Nam để đến Phillipines. Vì chuyến đi này bị cho là không phép nên bà đã bị kỷ luật cho thôi việc tại báo Pháp luật Thành phố Hồ Chí Minh. Năm 2014, bà đến Hoa Kỳ để theo học chính sách công trong một chương trình fellowship của quỹ học bổng Villa Aurora, liên kết với Đại học Nam California. Trong cùng năm, bà là người đồng sáng lập trang web Luật Khoa tạp chí, đến năm 2023 thì tờ báo này đã được đưa vào hệ thống lưu trữ của Thư viện Quốc Hội Hoa Kỳ.
Năm 2015, Trang trở về Việt Nam sau khi hoàn thành chương trình tại Hoa Kỳ. Trong cùng năm, bà là một trong những người sáng lập tổ chức Green Trees, một tổ chức xã hội dân sự phi lợi nhuận độc lập với nhà nước Việt Nam, chuyên hoạt động trong lĩnh vực bảo vệ môi trường.
Năm 2017, Trang xuất bản Chính trị Bình Dân, cuốn sách thứ chín của bà. Kể từ đó, Trang đã ẩn náu tại một địa điểm không được tiết lộ, nơi bà vẫn liên lạc với giới truyền thông. Theo Phóng viên không biên giới (RSF), bà đã bị giam giữ quản thúc tại gia vào tháng 2 năm 2018. Tổ chức này cũng đã lên án cách chính quyền Việt Nam đối xử bà.
Năm 2019, Trang tham gia sáng lập Nhà xuất bản Tự Do, một nhà xuất bản độc lập không chịu sự kiểm duyệt từ chính quyền Việt Nam và là nơi đã xuất bản những cuốn sách do bà viết. Trong cùng năm, bà được trao giải Tự do Báo chí năm 2019 của tổ chức Phóng viên không biên giới, hạng mục Tầm ảnh hưởng (Impact). Trước sự kiện này, báo Công an nhân dân, cơ quan ngôn luận của Bộ Công an Việt Nam, gọi đây là một "trò hề" bằng cách chỉ ra rằng Phóng viên không biên giới chỉ tập trung vào các phóng viên trong danh sách của Bộ Ngoại giao Hoa Kỳ đưa ra, nhưng "né tránh, không đưa ra bất kỳ báo cáo nào về hoạt động chống lại nhà báo của Mỹ và các đồng minh".

## Bị bắt và khởi tố

### Vụ bắt giữ
Phạm Đoan Trang bị bắt vào lúc ngày 6 tháng 10 năm 2020 lúc đang lẩn trốn tại Quận 3, Thành phố Hồ Chí Minh, sau đó bị dẫn độ về Hà Nội để phục vụ điều tra. Bà bị khởi tố với tội danh "tuyên truyền chống Nhà nước Việt Nam" cũng như "làm, tàng trữ, phát tán hoặc tuyên truyền thông tin, tài liệu, vật phẩm" chống nhà nước này. Vào ngày 14 tháng 12 năm 2021, Tòa án nhân dân tại Hà Nội tổ chức phiên tòa xét xử sơ thẩm. Phiên tòa chỉ kéo dài một ngày và bà bị tuyên án 9 năm tù với tội danh "Tuyên truyền chống Nhà nước Cộng hòa xã hội chủ nghĩa Việt Nam" theo điều 88 của Bộ luật Hình sự Việt Nam năm 1999.
Phạm Thanh Nghiên, một nhà hoạt động xã hội khác, cho đài BBC biết rằng không lâu trước khi bị bắt, Trang và bà đã có một cuộc tiếp xúc với Lãnh sự quán Hoa Kỳ tại Thành phố Hồ Chí Minh để trình bày về một số việc làm mà họ cho là vi phạm nhân quyền tại Việt Nam, đặc biệt là về vụ tranh chấp đất đai tại Đồng Tâm.
Từ Hoa Kỳ, nhà hoạt động Will Nguyễn đăng lên Twitter bức thư bằng tiếng Việt và tiếng Anh của Trang mà ông nói là do bà để lại cho ông, nhờ ông công khai khi bà bị bắt. Trong bức thư đề ngày 27 tháng 5 năm 2019 mở đầu với câu "Nếu tôi có đi tù...", Trang kêu gọi bạn bè giúp hoàn thành các mục đích gồm vận động thông qua luật bầu cử mới, luật tổ chức Quốc hội mới; quảng bá các cuốn sách do bà viết; và tận dụng việc bà bị bỏ tù để đàm phán, gây sức ép với chính quyền, buộc chính quyền thực hiện các yêu cầu của giới tranh đấu. Bà viết: "Nói cách khác tôi không muốn một phong trào kêu gọi chính quyền 'trả tự do cho Trang'. Tôi muốn một phong trào xã hội rộng lớn, thúc đẩy việc 'trả tự do cho Trang và thông qua luật bầu cử mới', 'trả tự do cho Trang và đảm bảo bầu cử tự do, công bằng'." Trang cũng bày tỏ nguyện vọng cộng đồng giúp chăm sóc mẹ bà, "đừng để mẹ tôi nghĩ rằng hai mẹ con đang đơn độc" cùng nguyện vọng được gửi cây đàn guitar vào tù cho bà.

### Phản ứng

#### Tổ chức phi chính phủ
Nhận định về vụ bắt giữ Phạm Đoan Trang, Phil Robertson của Tổ chức Theo dõi Nhân quyền "lên án mạnh mẽ" việc nhà cầm quyền Việt Nam bắt giữ bà. Robertson khẳng định hành động trên của Hà Nội "là một sự bất công nghiêm trọng, vi phạm các cam kết quốc tế về nhân quyền của Việt Nam và gây ô nhục cho chính phủ", đồng thời yêu cầu chính phủ các nước và Liên Hợp Quốc lên tiếng yêu cầu trả tự do ngay lập tức và vô điều kiện cho bà.
Trong khi đó, Ming Yu Hah, Giám đốc khu vực của Tổ chức Ân xá Quốc tế cho rằng: "Việc Phạm Đoan Trang bị bắt là một hành động đáng chê trách. Bà là một nhân vật hàng đầu trong cuộc đấu tranh cho nhân quyền ở Việt Nam. Bà đã truyền cảm hứng cho vô số nhà hoạt động trẻ lên tiếng vì một Việt Nam công bằng, hòa nhập và tự do hơn." Ông này lo ngại rằng Trang sẽ phải đối mặt với nguy cơ bị chính quyền tra tấn và đối xử tệ bạc, và yêu cầu trả tự do cho bà "ngay lập tức và vô điều kiện." Trong bức thư do Peter Kraus vom Cleff, Chủ tịch Liên đoàn Các Nhà Xuất bản châu Âu gửi Phó Chủ tịch Ủy hội châu Âu Valdis Dombroskis và một số dân biểu Nghị viện châu Âu, ông này yêu cầu Nghị viện châu Âu phải can thiệp để trả tự do cho Phạm Đoan Trang.
Ngày 18 tháng 5 năm 2021, Trung tâm Văn bút (PEN) Đức phong Phạm Đoan Trang làm hội viên danh dự của tổ chức này và yêu cầu trả tự do cho cô ấy ngay lập tức.

#### Chính phủ nước ngoài
Rachael Chen, Phát ngôn nhân Tòa Đại sứ Hoa Kỳ tại Việt Nam lo ngại việc chính quyền Việt Nam bắt giữ Phạm Đoan Trang có thể ảnh hưởng đến quyền tự do ngôn luận ở nước này.

## Vinh danh
Nhiều giải thưởng đã được trao cho Phạm Đoan Trang nhằm công nhận những nỗ lực của bà trong việc thúc đẩy và bảo vệ nhân quyền tại Việt Nam. Vào năm 2018, bà được tổ chức People In Need trao giải Homo Homini 2017 và được vinh danh như "một trong những nhân vật hàng đầu của bất đồng chính kiến Việt Nam đương đại". Trang đã nhờ bà Nguyễn Thanh Mai, nhân viên một hãng hàng không ở Cộng hòa Séc nhận giải thay. Trong cùng năm, bà được Mạng Lưới Nhân Quyền Việt Nam trao giải Nhân Quyền Việt Nam. Vào năm 2019, bà được Phóng viên không biên giới trao giải Tự do Báo chí 2019, hạng mục Ảnh hưởng. Bà đã không đến Berlin để nhận giải vì bà tin rằng có thể bị an ninh gây khó dễ. Người nhận giải thay bà là Trịnh Hữu Long – luật sư, sáng lập viên và Tổng Biên tập của Luật Khoa Tạp Chí.
Khi phải thụ án tù, Trang cũng nhận được nhiều giải thưởng từ các tổ chức khác nhau. Vào năm 2022, bà được trao giải Martin Ennals 2022 và được coi là "quán quân về tự do biểu đạt tạo nguồn cảm hứng lên tiếng cho nhiều người khác". Mẹ của Trang, Bùi Thị Thiện Căn, đã đến Geneva, Thụy Sĩ để nhận giải thưởng thay cho bà. Bà đã nhận được nhiều giải thưởng khác trong cùng năm, bao gồm giải Tự do Báo chí Quốc tế 2022 của tổ chức phi chính phủ Ủy ban bảo vệ các nhà báo (CPJ) giải "Phụ nữ can đảm quốc tế" do Bộ Ngoại giao Hoa Kỳ trao tặng, và giải Tự do Truyền thông của chính phủ Anh và Canada. Vào năm 2024, Trang được tổ chức Văn bút Hoa Kỳ trao Giải thưởng Tự do Viết Barbey 2024.
Đến năm 2025, Trang có tên trong danh sách "10 trường hợp khẩn cấp nhất" do Liên minh Báo chí Tự do công bố trên tạp chí Time nhằm thu hút sự chú ý đến các nhà báo đang bị giam giữ.